# Farming Simulator 22
Farming Simulator 22 — компьютерная игра в жанре симулятора фермера, разработанная студией Giants Software и выпущенная 22 ноября 2021 года. В игре присутствует больше 100 брендов и более 400 единиц сельскохозяйственной техники и инструментов, среди них — John Deere, New Holland, Deutz-Fahr, MAN и другие.

## Игровой процесс
Как и в прошлых играх серии, игроку предстоит заниматься выращиванием полевых культур и животноводством в американских и европейских локациях; полученные культуры можно продавать за игровую валюту, которую в дальнейшем можно тратить на приобретение инструментов и техники. В игре была улучшена система пчеловодства, которое было введено ранее в Farming Simulator 2017 — игрок сможет купить ульи и собирать с пчел мёд. Размещение ульев рядом с некоторыми культурами, такими как рапс, картофель и подсолнечник, увеличивает урожайность за счёт опыления. Также в игру были добавлены теплицы, в которых игрок может выращивать такие культуры, как клубника, помидоры и салат-латук.
Главным нововведением стало появление времен года: в то время как предыдущие игры серии проходили исключительно летом, в Farming Simulator 22 сезоны меняются.

## Дополнения
- CLAAS XERION SADDLE TRAC Pack (22 ноября 2021, бонус)
- Year 1 Season Pass (22 ноября 2021)
- Zetor 25K (22 ноября 2021, бонус)
- Fendt 900 Black Beauty (22 ноября 2021, бонус)
- Mack Trucks: Black Anthem (22 ноября 2021, бонус)
- ANTONIO CARRARO Pack (22 марта 2022, является одним из DLC сезонного пропуска)
- Precision Farming DLC (19 апреля 2022, устанавливается как модификация)
- AGI Pack (24 мая 2022, установка как DLC, только бесплатно)
- Kubota Pack (28 июня 2022, ещё одно DLC сезонного пропуска)
- Ero Grapeliner Siries 7000 (23 августа 2022, бонус)
- Vermeer pack (23 августа 2022, DLC сезонного пропуска)
- Pumps And Hoses Pack (27 августа 2022, не входит в сезонный пропуск)